# Ventnor City
Ventnor City est une ville de l'État américain du New Jersey, située dans le comté d'Atlantic.
Lors du recensement de 2010, sa population est de 10 650 habitants. La municipalité s'étend sur 3,52 milles carrés (9,12 km2), dont 1,57 milles carrés (4,07 km2) d'étendues d'eau.
La ville devient une municipalité indépendante d'Egg Harbor Township le 17 mars 1903. Elle doit son nom à la ville anglaise de Ventnor, sur l'île de Wight.